# Willow Grove Park
Willow Grove Park était un parc d'attractions situé à Willow Grove, en Pennsylvanie. Le parc, ouvert en 1896 a fonctionné pendant 80 ans.
Après sa fermeture annoncée en avril 1976, le parc resta à l'abandon. Le terrain fut exploité à nouveau pour l'ouverture d'un centre commercial en août 1982. Ce centre commercial repris d'ailleurs le nom original du parc et exposa de nombreux éléments du défunt parc. Un carrousel fut même ajouté en 2001.
Le parc d'abord ouvert comme trolley park par la société de transport locale (Philadelphia Rapid Transit Company) fut l'un des premiers parcs d'attractions des États-Unis rapidement éclipsé par l'ouverture de Great Adventure, à Jackson, dans le New Jersey ou d'autres parcs modernes comme Disneyland.
L'une des principales attractions du parc était le pavillon de la musique, dans lequel joua notamment John Philip Sousa et son groupe entre 1901 et 1926. Le pavillon fut démoli en mars 1959.